# Liste des gouvernants de Raguse

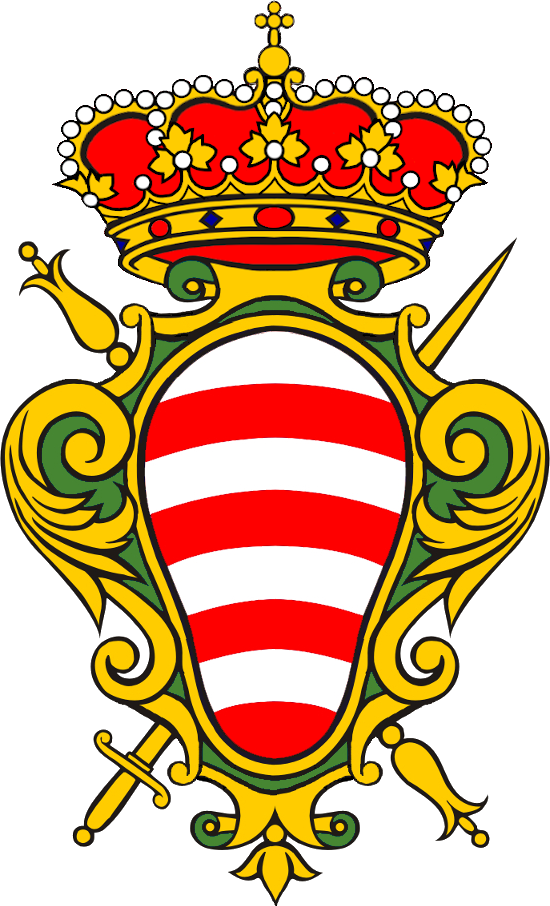
Armoiries de Raguse

Le gouvernement de Raguse dont la république de Raguse était une Etat gouverné successivement par des gouverneurs nommés par une puissance étrangère et par des recteurs élus chaque mois.

## Gouverneurs byzantins (1023-1114)
- 1114-1124 Marco Dandolo
- 1124-? Christian Pontestorto
- ?-? Jacopo Dorsoduro
- ?-1152 Pierre Molina
- 1152-1172 Trois gouverneurs dont les noms n’ont pas été retrouvés

## Gouverneurs vénitiens (1114-1172)
- 1172-? Rainieri, comte de Zane
- ?-? Faucon
- ?-1180 Tryphon, comte de Kotor

## Vicomtes vénitiens (1172-1180)
- 1186 - 1190 Gervasio
- 1190 - 1194 Comte dont le nom n’a pas été retrouvé

## Comtes vénitiens (1186-1194)
- 1186 - 1190 Gervasio
- 1190 - 1194 Comte dont le nom n’a pas été retrouvé

## Comtes de Raguse représentant la république de Venise (1205-1358)
Pendant plus de cent cinquante ans, la république de Venise a tenu le contrôle stable de Raguse. Pour le contrôle du territoire étaient périodiquement nommés comtes avec la fonction de gouverneur. Ils étaient presque tous d’origine vénitienne (à de très rares exceptions près) et beaucoup d’entre eux devinrent plus tard des doges de Venise.
- 1196 - 1198 Marino Morosini
- 1204 - 1206 Lorenzo Querini
- 1206 - 1207 Giovanni Dandolo (première élection)
- 1211 - 1215 Giovanni Dandolo (deuxième élection)
- 1217 - 1221 Giovanni Dandolo (troisième élection)
- 1221 - 1223 Guide Damiano
- 1223 - 1229 Zellovello
- 1229 - 1230 Giovanni Michieli
- 1230 Image de l’espace réservé Andrea Dauro
- 1230 - 1232 Giovanni Dandolo (quatrième élection)
- 1232 - 1232/33 Giovanni Dandolo (cinquième élection)
- 1232/1233 - 1235 Théodore Croix et Petar Ballislav
- 1235 - 1237 Giovanni Tiepolo
- 1237 - 1239 Nicolo Tomistio et Andija Dobranc
- 1239 - 1249 Nicolo Tomistio
- 1249 - 1252 Marino De Giorgi (Marsilio)
- 1252 - 1260 Marco Dandolo
- 1260 - 1262 Giovanni Tiepolo
- 1262 - 1264 Tristan Pontestorto
- 1264 - 1266 Marino Contarino
- 1266 - 1268 Piero Tiepolo (première élection)
- 1268 - 1270 Iacomo Dossodoro
- 1270 - 1272 Marcus Iustinianus (première élection)
- 1272 - 1273 Marino Badoer
- 1273 - 1275 Piero Tiepolo (deuxième élection)
- 1275 - 1277 Andrea Venier
- 1277 - 1278 Marcus Piatinianus (deuxième élection)
- 1278 - 1279 Marco Geno
- 1279 - 1281 Niccolò Morosini (Mauriceni)
- 1281 Egidio Querini
- 1281 - 1283 Giovanni De Giorgi
- 1283 - 1284 Michele Morosini
- 1284 - 1286 Niccolò Querini
- 1285 - 1291 Andrea Dandolo
- 1291 - 1292 Marino Badoer
- 1292 - 1296 Marino Morosini
- 1296 - 1298 Marino Geni
- 1298 - 1299 Andrea Dauro (première élection)
- 1299 - 1301 Marco Cornaro (Coin)
- 1301 - 1302 Iacopo Candalmir
- 1302 Marinus Badoer
- 1302 - 1305 Andrea Dauro (deuxième élection)
- 1305 - 1306 Benedetto Falliero
- 1306 - 1308 Andrea Dauro (troisième élection)
- 1308 - 1309 Bartolomeo Gradenigo (première élection)
- 1309 - 1311 Pietro Michieli
- 1311 Andrea Marcello — Wikipédia
- 1311 - 1312 Bartolomeo Gradenigo (deuxième élection)
- 1312 - 1314 Pietro Geni
- 1314 - 1317 Paolo Morosini
- 1317 - 1318 Ugolino Iustiniano (première élection)
- 1318 - 1320 Bartolomeo Gradenigo (troisième élection)
- 1320 - 1322 Ludovico Morosini (première élection)
- 1322 - 1325 Paolo Trevisan
- 1325 Ugolino Iustiniano (deuxième élection)
- 1325 - 1327 Biagio Geni
- 1327 - 1328 Baudouin Dolfin
- 1328 - 1331 Ludovico Morosini (deuxième élection)
- 1331 - 1333 Niccolo Fallier
- 1333 - 1334 Cristoforo Geni
- 1334 - 1337 Iacopo Gradenigo
- 1337 - 1339 Filippo Belegno
- 1339 - 1342 Ugolino Iustiniano
- 1342 Jean Foscari
- 1342 - 1343 Leonardo Morosini (première élection)
- 1343 - 1346 Marco Morosini
- 1346 Leonardo Morosini (deuxième élection)
- 1346 Philippe Horio
- 1346 - 1348 Filippo Bellegno
- 1348 - 1350 Pierre Iustiniano
- 1350 - 1354 Niccolo Volpe
- 1354 Niccolò Barbarigo — Wikipédia
- 1354 - 1358 Marco Soranzo (Superanzo)

## Recteurs de la république de Raguse (1358-1808)
Suivant l’exemple de la république voisine de Venise, Raguse, ayant obtenu son indépendance, établit une forme de gouvernement doge appelée le rectorat. Tous les recteurs étaient des nobles (patriciens) de Raguse élus par le Conseil majeur de Raguse (après le lock-out de 1332 - assemblée de la noblesse masculine de Raguse avec plus de 21 ans, de 1667 à 18 ans; et organe législatif suprême de la République). De 1358 à 1808, pour éviter qu’un patricien ne tente la voie du pouvoir personnel pendant une longue période en fonction, les recteurs n’ont duré qu’un mois, de sorte que la République a compté plus de 5000 recteurs tout au long de son histoire. Entre parenthèses sont indiquées les années de rectorat. La liste est largement incomplète.
Au XIVe siècle
- 1358 - ? Nicolas de Sorgho
- 1370 - 1390 Marco de Bobali (élu recteur 3 fois)

Au XVe siècle
- 1403 - 1417 Vittorio de Bobali

Au XVIe siècle
- 1500-1501 Junius Andrea de Bobali et Simone de Benessa
- 1501-1502 ? Bernard de Bona
- 1502-1503 ?
- 1503-1504 Junius Andrea de Bobali et Simone de Benessa
- 1504-1505 ?
- 1505-1506 Francesco Andrea de Bobali
- 1506-1507 Junius Andrea de Bobali
- 1507-1508 ?
- 1508-1509 ?
- 1509-1510 Luca de Bona et Antonio de Bona
- 1510-1511 ?
- 1511-1512 Antonio de Bona
- 1512-1513 ?
- 1514-1515 Antonio de Bona
- 1515-1516 ?
- 1516-1517 ?
- 1517-1518 Antonio de Bona
- 1518-1519 ?
- 1519-1520 ?
- 1520-1521 Antonio de Bona
- 1521-1522 Giacomo de Bona
- 1522-1523 Bartolo de Bona
- 1523-1524 Antonio de Bona et Giacomo de Bona
- 1524-1525 ?
- 1525-1526 Luiggi de Bona et Bartolo de Bona
- 1526-1527 Antonio de Bona et Giacomo de Bona
- 1527-1528 Luiggi de Bona
- 1528-1529 Matteo Francesco de Bobali
- 1529-1530 Luiggi de Bona et Francesco de Bona
- 1530-1531 Michele Giunio de Bobali
- 1531-1532 Damiano de Benessa et Francesco de Bona
- 1532-1533 Luiggi de Bona et Giacomo de Bona
- 1533-1534 ?
- 1534-1535 Damiano de Benessa, Matteo Francesco de Bobali, Luiggi de Bona et Francesco de Bona
- 1535-1536 Zuppano de Bona et Girolamo de Bona
- 1536-1537 Michele Simone de Bobali et Francesco de Bona
- 1537-1538 Damiano de Benessa et Matteo Francesco de Bobali
- 1538-1539 Francesco de Bona, Elio de Bona et Girolamo de Bona
- 1539-1540 Matteo Francesco de Bobali et Michele Simone de Bobali
- 1540-1541 ?
- 1541-1542 ?
- 1542-1543 Michele Giunio de Bobali
- 1543-1544 Matteo Francesco de Bobali
- 1544-1545 ?
- 1545-1546 Michèle Simone de Bobali
- 1546-1547 Matteo Francesco de Bobali et Bernardo de Bona
- 1547-1548 Zuppano de Bona
- 1548-1549 ?
- 1549 Matteo Francesco de Bobali
- 1549 - ? Pasquale Francesco de Cerva
- ?-1555 Zuppano de Bona
- ?-1559 Geronimo Sigismondo de Bobali
- 1559 Junius Michael de Bobali
- 1559-1560 Luciano de Bona (élu recteur 8 fois)
- 1561-1562 Junius Michael de Bobali et Lorenzo Michele de Bobali
- 1562-1563 Simone de Bobali (élu recteur 3 fois)
- 1563-1564 ?
- 1564-1565 Lorenzo Michele de Bobali
- 1565 Junius Michael de Bobali
- 1565-1567 ?
- 1567-1568 Nicolò Vito di Gozze (Niccolò Vitale de Gozze)
- 1568-1569 Junius Michael de Bobali
- 1569-1570 Nicolò Vito di Gozze (Niccòlo Vitale de Gozze)
- 1570 Lorenzo Michele de Bobali
- 1570-1571 Jacopo Antonio de Benessa
- 1571-1572 Junius Michael de Bobali
- 1572-1573 Jacopo Antonio de Benessa
- 1573-1575 Junius Michael de Bobali
- 1575 Jacopo Antonio de Benessa
- 1575-1576 Nicolò Vito di Gozze (Niccolò Vitale de Gozze), Giorgio de Menze
- 1576-1577 Antonio de Bona, Geronimo de Ghetaldi
- 1577-1578 Natalis de Proculo
- 1578-1579 Jacopo Antonio de Benessa
- 1579-1580 Antonio de Bona, Vladimiro de Menze
- 1580 Luciano de Bona
- 1585-1586 ?
- 1586-1587 ?
- 1587-1588 Giovanni de Binciola
- 1588-1589 Matteo de Benessa, Pietro de Benessa, Aloysius de Saraca, Pietro de Cerva
- 1591 Geronimo de Buchia
- 1592 Aloysius de Saraca
- ?-? Francis de Gondola

Au XVIIe siècle
- 1611 François de Caboga
- 1612 Biagio de Gondola
- 1651 Luciano de Caboga
- 1652 Luca de Sorgo
- 1653 Savino de Bona
- 1654 Francesco de Ghetaldi
- 1655 Marino de Proculo
- ?-1658 Giovanni Serafino de Bona (Ivan Bunić Vučić) (élu recteur 5 fois)
- 1660-? Luca de Gozze
- 1661 Marino de Proculo
- 1662 Francesco Sigismondo de Sorgo
- 1663 Benedetto de Bona
- 1664 Simone de Menze
- 1665 Luca de Resti
- 1667 Simone de Ghetaldi, Michele de Menze
- 1668 --------
- 1669 --------
- 1670 Marino de Sorgo
- 1671 Giovanni Matteo de Ghetaldi
- 1672 Geronimo de Menze
- 1680 Clément de Menze
- 1681 Matteo de Bona
- 1682 Niccolò de Binciola — Wikipédia
- 1683 Clément de Menze
- ?-1684 Stefano de Tudisi, Sigismondo de Gondola
- ?-? Image de l’espace réservé Matteo de Gondola
- 1696-1700 Giovanni Sigismondo de Gondola

Au XVIIIe siècle
- 1703 Junius de Gozze
- 1706 Jean de Menze
- 1707 Francesco de Tudisi
- 1708 Gunio de Gozze
- 1709 Jean de Menze
- 1710 Luca Marino de Sorgo
- 1726 Jean de Gozze
- 1727 Giovanni de Basilio
- 1728 Vladislav de Sorgo
- 1729 Jean de Gozze
- 1730 Junius de Resti
- 1761 Jean de Sorgho
- 1762 Matteo de Zamagna
- 1763 Michele de Zamagna, Balthazaro de Gozze
- 1764 Nicolas de Proculus
- 1765 Luca de Giorgi
- 1767 Antonio de Resti
- 1768 Savino de Giorgi
- 1769 Seraphino de Sorgo
- 1770 Marino de Natali, Giovanni Raffaele de Gozze
- 1773 Niccolò de Proculo
- 1774 Luca de Giorgi-Bona
- 1775 Martoliza de Bosdari
- 1776 Luca de Zamagna
- 1777 Balthazaro de Gozze
- 1797 Marino de Giorgi
- 1798 Giovanni de Basilio, Clemente de Menze, Antonio Marino de Caboga, Matteo de Zamagna

Au XIXe siècle
- 1800 Raffaele de Gozze, Marino de Bona
- 1801 Francesco de Gozze
- 1802 Matteo de Ghetaldi, Martolizza de Cerva
- 1808 Simone de Giorgi

### Gouverneurs français (1806-1814)
La république de Raguse fut occupée par la Français en 1806 et annexée au royaume napoléonien d’Italie en 1808, puis aux Provinces illyriennes (1809-1813/1814).
- 1806-1807 Jacques Alexandre de Lauriston, commandant de Raguse
- 1808 Charles René Bruère Desrivaux, gouverneur provisoire Français du territoire de la république de Raguse aboli
- 1808-1814 Simone de Giorgi, podestà de Raguse
- 1808-1810 Giovanni Domenico de Garagnin, provveditore et administrateur de Raguse, Curzola et Bocche di Cattaro dans le royaume d’Italie, 1810-1811 intendant de la province de Raguse (Raguse, Korcula et Bocche di Cattaro) des provinces illyriennes
- 1811-1812 Rouen des Malets, intendant provincial
- 1812-1814 Baillardet de Laireinty, intendant provincial

## Ducs de Raguse (1808-1813)
En 1808 Auguste Frédéric Louis Viesse de Marmont obtient le titre de duc de Raguse.
- 1808-1813 Auguste Frédéric Louis Viesse de Marmont, au nom de Napoléon

## Recteurs et gouverneurs autrichiens de Raguse (1813-1816)
Le territoire de la République (aboli par la France en 1808) a été occupé par l’Empire autrichien en 1814 et annexé à celui-ci après le congrès de Vienne, en 1816, il faisait partie du royaume autrichien de Dalmatie.
- 1813-1814 Biagio de Caboga, gouverneur provisoire de Raguse, 1814-1816 intendant autrichien provisoire de Raguse
- 1813 Francesco de Bona, gouverneur provisoire de Ragusavecchia
- 1813-1815 Girolamo de Natali, gouverneur provisoire des îles de Calamotta, Isola di Mezzo et Giuppana
- 1814 Giovanni de Caboga, Niccolò de Pozza-Sorgo, Niccolò de Giorgi, Francesco de Bona; commission extraordinaire élue par la dernière assemblée de la noblesse de Raguse (Consiglio Maggiore)
- 1814-1815 Simone de Giorgi (deuxième élection), maire et podestà de Raguse dans l’empire d’Autriche

## Familles patriciennes
Raguse, comme mentionné ci-dessus, était une république aristocratique et tous les pouvoirs politiques étaient entre les mains de patriciens masculins de plus de 18 ans. Les familles patriciennes de Raguse, selon le statut de 1372 étaient les suivantes. Avec une croix (†) sont indiquées les familles totalement éteintes ou dont la branche principale est éteinte.
- Bassegli†
- Benessa†
- Binciola†
- Bobali†
- Bona
- Bonda†
- Buzignola†
- Caboga†
- Cerf†
- Croix†
- Giorgi
- Ghetaldi : Hôtels
- Télécabine†
- Gozze
- Diplômes†
- Martinusium†
- Menze†
- Palmotta†
- Flaque d’eau†
- Proculi†
- Prodanelli†
- Saraca
- Sorgho†
- Tudisi†
- Zamagna (Italie)

Un deuxième groupe de nouvelles familles a été accepté dans le patriciat après le tremblement de terre désastreux de 1667:
- Bosdari : Hôtels
- Bucchia†
- Natali†
- Paoli†
- Araignée†
- Restes†
- Slatarich†